# Nada Božič
Nada Božič, slovenska igralka, * 12. december 1927, Celje, † 1. april, 2018, Celje
Po kratkem delovanju na Ptuju je bila od 1. novembra 1950 kot prva in edina zaposlena igralka angažirana v SLG Celje, kjer je ostala vse do svoje upokojitve. Več kot 50 let je bila nosilka repertoarja in je preigrala vse najpomembnejše ženske vloge slovenskih (Cankar, Partljič, Jovanovič) in svetovnih klasikov (Sofokles, Shakespeare, Čehov, Brecht). Zadnjo vlogo, Kate Anyway je odigrala v otroški predstavi TOM SAWYER IN VRAŽJI POSLI leta 2009.